# Zamek w Uherčicach
Zamek w Uherčicach – zabytkowy zamek w Czechach, w miejscowości Uherčice (powiat Znojmo).
Zamek wybudowany 1487. Po śmierci Wolfganga Strein von Schwarzenau w 1574, z inicjatywy którego  rozpoczęto kolejną rozbudowę, zamek przeszedł w ręce jego najstarszego syna Hanuša (Johanna) Wolfharta Strein von Schwarzenau (1534-1614), o którym pierwsza wzmianka jako właścicielu Uherčic pochodzi z 1580.  Hanuš ożenił się z Evą von Trauttmansdorff. Donat Johann Heißler von Heitersheim (1648-1696), żonaty z  Barbarą von Rotthal w latach 1692–1696. przekształcił zamek w nowożytny pałac.

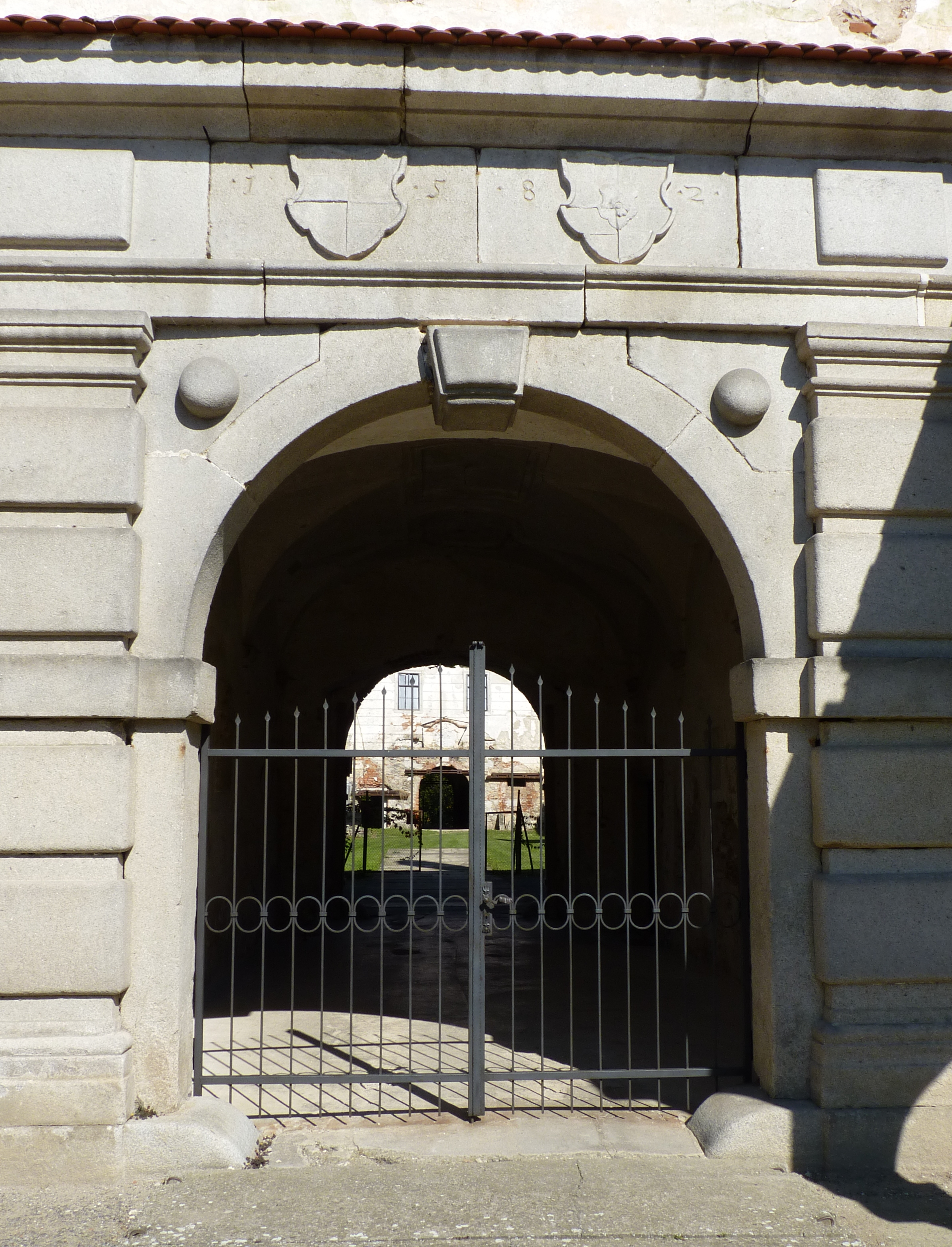
Portal z herbami
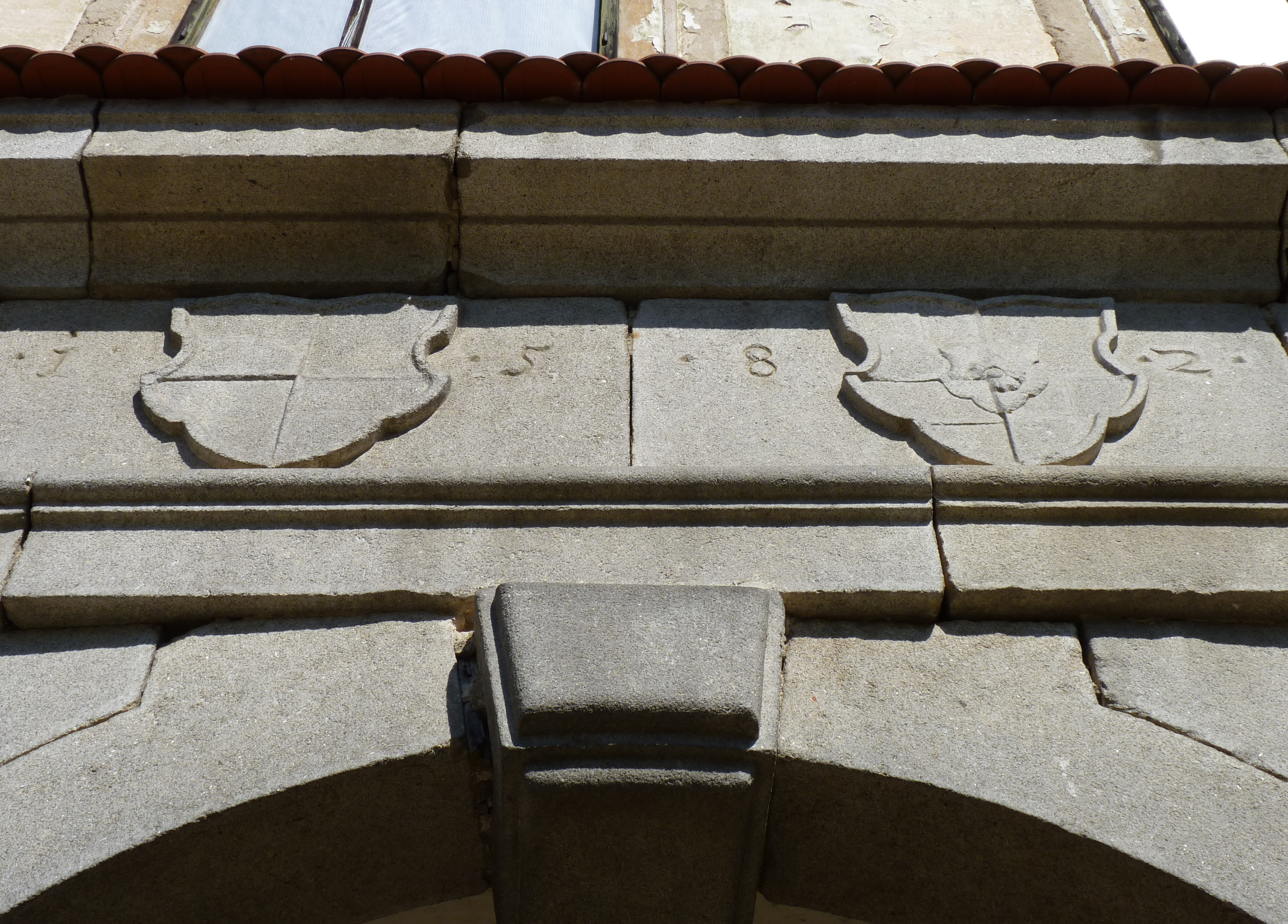
1582 (r.) herby Strein, Trauttmansdorff
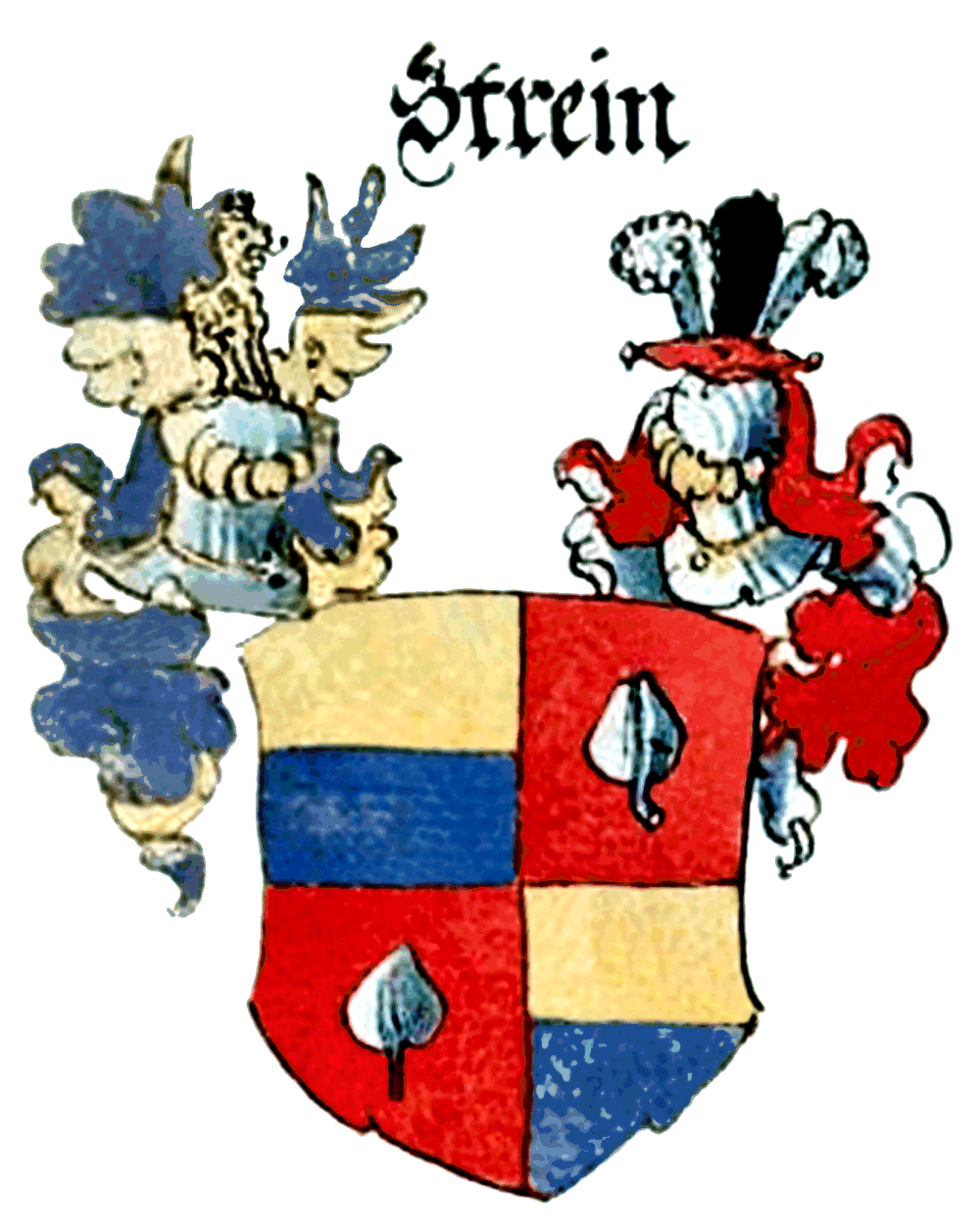
Herb Hanuša Strein
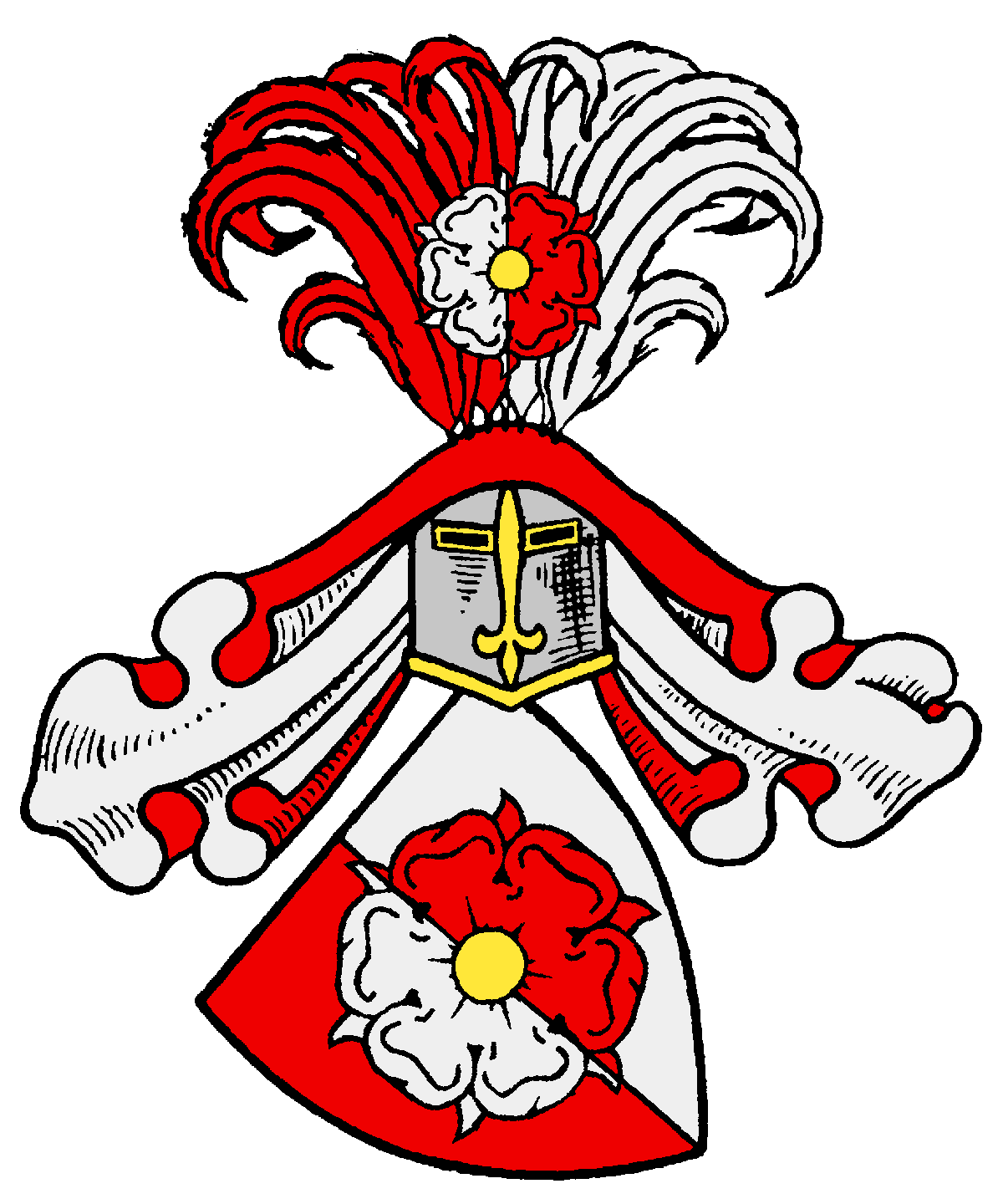
Herb Evy von Trauttmansdorff
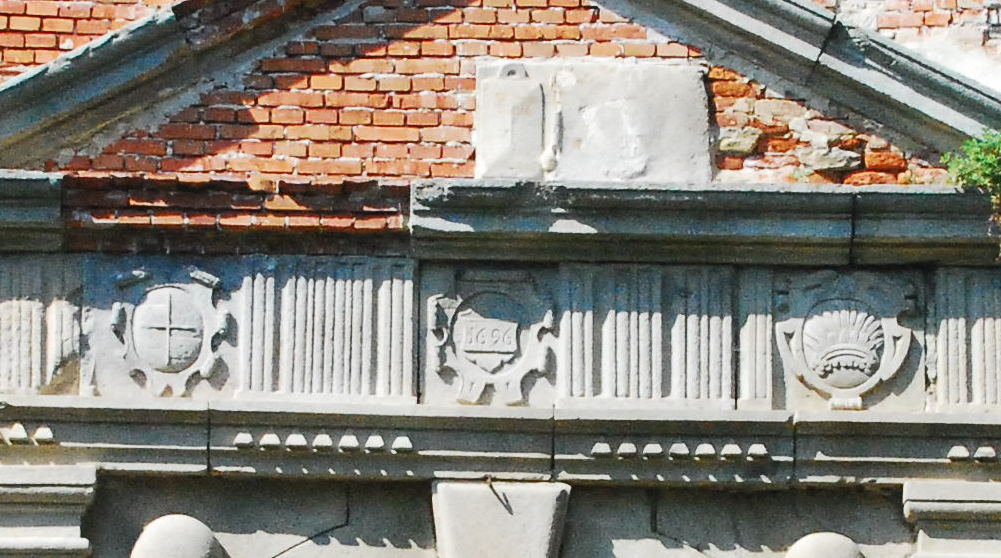
1696
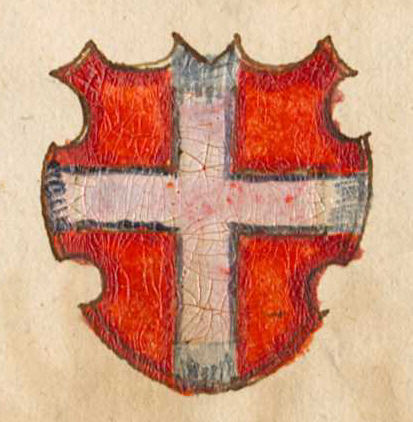
Herb Heitersheim
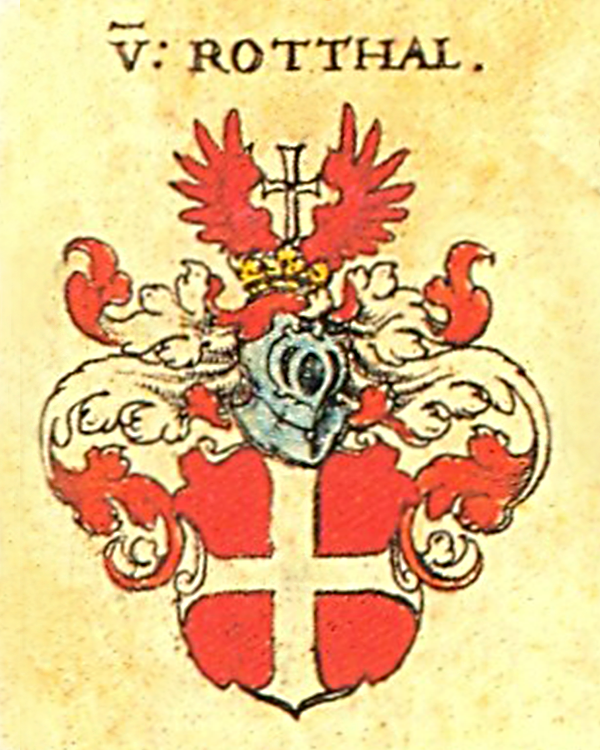
Herb von Rotthal